# Karl von Moltke

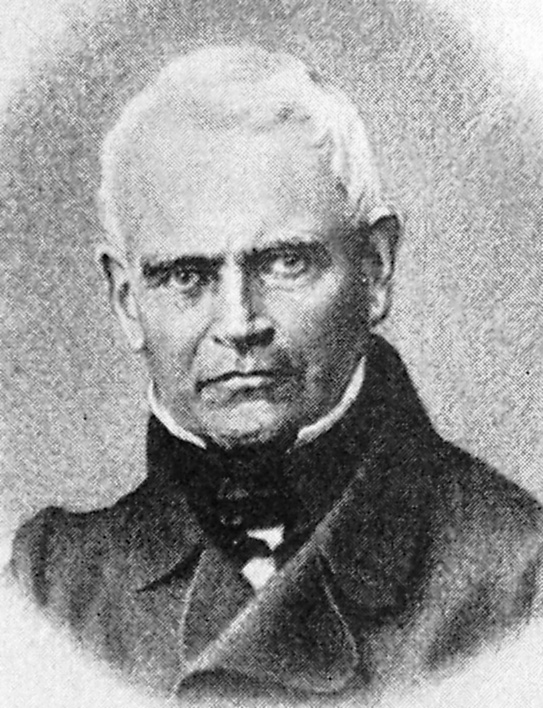
Karl von Moltke

Karl Graf von Moltke (* 15. November 1798 in Kiel; † 12. April 1866 in Assiten, Gouvernement Kurland) war ein deutscher Politiker in dänischen Diensten.

## Leben
Karl von Moltke war Sohn von Adam Gottlob Detlev von Moltke (1765–1843), der ebenfalls ein Politiker war, welcher sich um die dänischen Angelegenheiten kümmerte, und dessen erster Ehefrau Charlotte Auguste Wiebel von Wiebelsheim (1772–1800). 1826 übernahm er von seinem Vater das Gut Nütschau bei Oldesloe.
Karl von Moltke wurde 1846 auf Erlass des Offenen Briefes Präsident der Schleswig-Holstein-Lauenburgischen Kanzlei und versuchte vergeblich, die fortschreitende Abspaltung der Herzogtümer zu verhindern. Nach Beendigung des darauf folgenden Deutsch-Dänischen Krieges (1848 bis 1850) übernahm er das Ministerium für Schleswig. In dieser Stellung führte er zwischen 1851 und 1854 die dänische Reaktion mit rücksichtsloser Härte durch, wurde aber dann abgesetzt. Die Allgemeine deutsche Real-Encyklopädie für die gebildeten Stände meinte 1867, er und sein (Halb-)Bruder Friedrich Adamson von Moltke hätten sich zu Werkzeugen der dänischen Politik gegen Schleswig-Holstein gebrauchen lassen.
Erst nach dem Deutsch-Dänischen Krieg 1864 trat er wieder für kurze Zeit als Minister ohne Portefeuille in das dänische Kabinett ein, das dann den Wiener Frieden abschloss.
Moltke war Mitglied des Corps Guestphalia Heidelberg (1816) und des Corps Holsatia.

## Familie
Am 29. Mai 1824 heiratete er in Kiel Anna Malwina Simons (* 21. Oktober 1802 in Paris; † 22. April 1883 in Kopenhagen). Aus der Ehe gingen folgende Kinder hervor:
- Malwina Elisabeth (1825–1872) ⚭ 1851 Friedrich Gottschalck Graf von Knuth
- Adam Heinrich Carl (1828–1913), Kammerherr, verkaufte Nütschau 1850 an Rudolph von Seydlitz-Kurzbach (* 1822 in Gumbinnen), der 1866 nach Gut Hasselburg verzog.

⚭ 1860 Olga Gräfin Cassini (1838–1866)
⚭ 1867 Emma Gräfin Cassini (1836–1870)
⚭ 1876 Sophie Magdalena (Magda) Gräfin Raben-Levetzau (1846–1920)
- Friederike Louise Anna (1834–1890) ⚭ 1855 Hermann Carl Gustav Bagge von Boo (1827–1897)